# Герцог Леннокс

Герб герцогов Ричмонд, Леннокс и Гордон

Герцог Леннокс (англ. Duke of Lennox) — аристократический титул в системе пэрства Шотландии, созданный для членов клана Стюартов из Дарнли. Герцогский титул, названный по имени округа Леннокс в современном административном округе Стерлинг, впервые был создан в 1581 году для Эсме Стюарта, 7-го графа Леннокса. 2-й герцог Леннокс получил титул герцога Ричмонда, а после его смерти в 1624 году герцогство Ричмонд отошло к английской короне. 4-й герцог Леннокс также получил титул герцога Ричмонда в 1641 году. В 1672 году после бездетного смерти Чарльза Стюарта, 6-го герцога Леннокса титулы герцогов Леннокса и Ричмонда отошли к короне.
В 1675 году король Англии Карл II Стюарт вторично создал титул герцога Леннокса для своего незаконнорождённого сына Чарльза Леннокса, 1-го герцога Ричмонда (1672—1723). В 1876 году Чарльз Гордон-Леннокс, 6-й герцог Ричмонд и 6-й герцог Леннокс, получил титул 1-го герцога Гордона. Таким образом, члены рода стали владеть четырьмя герцогствами (в том числе герцог д’Обиньи во Франции).

## Герцоги Леннокс (1581)

Герб Эсме Стюарта, 1-го герцога Леннокса

- 1581—1583: Эсме Стюарт, 1-й герцог Леннокс (1542—26 мая 1583), также 7-й граф Леннокс (с 1580) и 6-й сеньор д’Обиньи (с 1567), единственный сын Джона Стюарта (ок. 1519—1567), 5-го сеньора д’Обиньи и внук Джона Стюарта, 3-го графа Леннокса.
- 1583—1624: Людовик Стюарт, 2-й герцог Леннокс (29 сентября 1574 — 16 февраля 1624), также 2-й граф Леннокс (1583—1624), 1-й граф Ричмонд и 1-й барон Сеттрингтон (1613—1624), 1-й герцог Ричмонд и 1-й граф Ньюкасл-апон-Тайн (1623—1624). Старший сын Эсме Стюарта (1542—1583), 1-го герцога Леннокса
- 1624—1624: Эсме Стюарт, 3-й герцог Леннокс (1579 — 30 июля 1624), 1-й граф Марч (1619—1624) и 4-й граф Леннокс (1624), Младший (второй) сын Эсме Стюарта (1542—1583), 1-го герцога Леннокса (1581—1583)
- 1624—1655: Джеймс Стюарт, 4-й герцог Леннокс (6 апреля 1612 — 30 марта 1655), также 1-й герцог Ричмонд)(1641—1655), 4-й граф Леннокс и 2-й граф Марч, 2-й барон Стюарт из Лейтон Бромсволт (1624—1655), старший сын Эсме Стюарта, 1-го графа Марча и 3-го герцога Леннокса
- 1655—1660: Эсме Стюарт, 5-й герцог Леннокс (2 ноября 1649 — 10 августа 1660), также 2-й герцог Ричмонд, 5-й граф Леннокс, 3-й граф Марч, 3-й барон Стюарт из Лейтон Бромсволт и 3-й лорд Клифтон из Лейтон Бромсволт. Единственный сын Джеймса Стюарта, 4-го герцога Леннокса и 1-й герцога Ричмонда
- 1660—1672: Чарльз Стюарт, 6-й герцог Леннокс (7 марта 1639 — 12 декабря 1672), также 1-й граф Лихфилд и 1-й барон Стюарт из Ньюбери с 1645 года, 3-й герцог Ричмонд, 6-й граф Леннокс, 4-й граф Марч, 4-й барон Стюарт из Лейтон Бромсволт и 4-й лорд Клифтон из Лейтон Бромсволт с 1660 года, 11-й сеньор д’Обиньи с 1668 года. Единственный сын Джорджа Стюарта (1618—1642), 9-го сеньора д’Обиньи (1632—1642). Внук Эсме Стюарта, 3-го герцога Леннокса.

## Герцоги Леннокс (1675)
- 1675—1723: Чарльз Леннокс, 1-й герцог Леннокс (29 июля 1672 — 27 мая 1723), 1-й герцог Ричмонд, 1-й герцог Обиньи, 1-й граф Марч, 1-й граф Дарнли и др. Незаконнорождённый сын короля Англии, Шотландии и Ирландии Карла II Стюарта.
- 1723—1750: Чарльз Леннокс, 2-й герцог Леннокс (18 мая 1701 — 8 августа 1750), 2-й герцог Ричмонд, 2-й граф Марч, 2-й граф Дарнли, 2-й барон Сеттрингтон, 2-й лорд Торбоултон с 1723, 2-й герцог Обиньи с 1734, сын предыдущего
- 1750—1806: Чарльз Леннокс, 3-й герцог Леннокс (22 февраля 1734/1735 — 29 декабря 1806), 3-й герцог Ричмонд, 3-й герцог Обиньи, 3-й граф Марч, 3-й граф Дарнли, 3-й барон Сеттрингтон, 3-й лорд Торбоултон с 1750 года, сын предыдущего
- 1806—1819: Чарльз Леннокс, 4-й герцог Леннокс (9 декабря 1764 — 28 августа 1819), 4-й герцог Ричмонд, 4-й герцог Обиньи, 4-й граф Марч, 4-й граф Дарнли, 4-й барон Сеттрингтон, 4-й лорд Торбоултон с 1806, племянник предыдущего
- 1819—1860: Чарльз Гордон-Леннокс, 5-й герцог Леннокс (3 августа 1791 — 21 октября 1860), 5-й герцог Ричмонд, 5-й герцог Обиньи, 5-й граф Марч, 5-й граф Дарнли, 5-й барон Сеттрингтон, 5-й лорд Торбоултон с 1819, сын предыдущего
- 1860—1903: Чарльз Генри Гордон-Леннокс, 6-й герцог Леннокс (27 февраля 1818 — 27 сентября 1903), 6-й герцог Ричмонд и 6-й герцог Обиньи, 6-й граф Марч, 6-й граф Дарнли, 6-й барон Сеттрингтон, 6-й лорд Торбоултон с 1860, 1-й герцог Гордон и 1-й граф Кинрара с 1876, сын предыдущего
- 1903—1929: Чарльз Генри Гордон-Леннокс, 7-й герцог Леннокс (27 декабря 1845 — 18 января 1928), 7-й герцог Ричмонд, 7-й герцог Обиньи, 2-й герцог Гордон, 7-й граф Марч, 7-й граф Дарнли, 2-й граф Кинрара, 7-й барон Сеттрингтон, 7-й лорд Торбоултон с 1903 года, сын предыдущего
- 1929—1935: Чарльз Генри Гордон-Леннокс, 8-й герцог Леннокс (30 декабря 1870 — 7 мая 1935), 8-й герцог Ричмонд, 8-й герцог Обиньи, 3-й герцог Гордон, 8-й граф Марч, 8-й граф Дарнли, 3-й граф Кинрара, 8-й барон Сеттрингтон, 8-й лорд Торбоултон с 1929, сын предыдущего
- 1935—1989: Фредерик Чарльз Гордон-Леннокс, 9-й герцог Леннокс (5 февраля 1904 — 2 ноября 1989), 9-й герцог Ричмонд, 9-й герцог Обиньи, 4-й герцог Гордон, 9-й граф Марч, 9-й граф Дарнли, 4-й граф Кинрара, 9-й барон Сеттрингтон, 9-й лорд Торбоултон с 1935, сын предыдущего
- 1989—2017: Чарльз Генри Гордон-Леннокс, 10-й герцог Леннокс (19 сентября 1929 — 1 сентября 2017), 10-й герцог Ричмонд, 10-й герцог Обиньи, 4-й герцог Гордон, 10-й граф Марч, 10-й граф Дарнли, 4-й граф Кинрара, 10-й барон Сеттрингтон, 10-й лорд Торбоултон с 1989, сын предыдущего
- С 2017: Чарльз Гордон-Леннокс, 11-й герцог Леннокс (род. 8 января 1955), единственный сын 10-го герцога Леннокса
- Наследник: Чарльз Гордон-Леннокс, лорд Сеттрингтон (род. 20 декабря 1994), сын предыдущего.